# Ermes di Colloredo

Stemma Colloredo

Ermes di Colloredo (Colloredo di Monte Albano, 28 marzo 1622 – Gorizzo di Camino al Tagliamento, 21 settembre 1692) è stato un poeta e militare italiano.

## Biografia
Ottavo di nove figli di Orazio di Curzio e Lucia di Ermes di Porcia. All'età di quindici anni, con i fratelli Camillo e Curzio e il cugino Ciro di Pers, si reca a Firenze a servizio dei Medici, dove diviene uomo di corte presso il granduca di Toscana Ferdinando II de' Medici. Dopo circa sette anni trascorsi a Firenze, nel 1644 partì sotto le insegne di Ferdinando III d'Asburgo come capitano imperiale nella guerra dei Trent'anni, raggiungendo così il fratello Gian Battista, anch'egli impegnato nella campagna militare. Conclusosi il conflitto, seguendo l'esempio del fratello, si arruolò nell'esercito della Serenissima, come ufficiale corazziere di cavalleria. Dopo un breve periodo, nel 1659, alla corte Vienna, è nuovamente ufficiale delle cernide e deputato del Parlamento del Friuli.
Autore di poesie dotate di un grande realismo, non privo di punte satiriche e burlesche, è considerato il cantore della letteratura friulana. Morì, nel 1692, nella prediletta villa di Gorizzo di Camino al Tagliamento, dove trascorse i suoi anni poeticamente più produttivi, nel "più bel brolo del Friul".